# Vorwahl 09 (Deutschland)
Der Vorwahlbereich 09 umfasst als einer von acht geografischen Vorwahlbereichen in Deutschland die Ortsnetzkennzahlen für Ortsnetze im süddeutschen Raum und die Sonderrufnummer 0900 für Premium-Dienste. Die Zentralvermittlungsstelle (ZVSt) für den Bereich befand sich in Nürnberg.
Ortsnamen in Fettschrift bezeichnen die Standorte der ehemaligen Knotenvermittlungsstellen (KVSt).

## Vorbemerkung
Den folgenden Ortsnetzen wurden im Februar 1997 neue Vorwahlen zugeteilt, um den 0900-Bereich freizuräumen:
- 09002 → 09090 Rain (Lech)
- 09003 → 09080 Harburg (Schwaben)
- 09004 → 09070 Tapfheim
- 09005 → 09084 Bissingen (Schwaben)
- 09006 → 09078 Mertingen
- 09007 → 09097 Marxheim
- 09008 → 09089 Bissingen-Unterringingen
- 09009 → 09099 Kaisheim

Für die betroffenen Ortsnetze war es bereits die zweite Vorwahländerung, da sie in den 1970er Jahren aus dem Bereich 089xx nach 090yy verlagert wurden. Dies war damals nötig, um für München eine kürzere Vorwahl (089) einrichten zu können.
Anmerkung: Offizielle Gemeindenamen (teilweise ohne Abkürzungen); Regierungsbezirke sind nicht exakt abgegrenzt!

## Premium Rate-Dienste
- 0900 Frei tarifierbare Mehrwertdienste.
  - 0900-1 Premium Rate-Dienste (Dienstkennung Information)
  - 0900-3 Premium Rate-Dienste (Dienstkennung Unterhaltung)
  - 0900-5 Premium Rate-Dienste (übrige Dienste (Erotik))
  - 0900-9 Registrierungspflichtige Anwählprogramme (Dialer)
- 0901 --- (Reserve für 0900)
- 0902 geplant für Verlegung von 0138

## 090 – Donauwörth und Umgebung
- 0906 Donauwörth; Asbach-Bäumenheim
- 0907
  - 09070 Tapfheim
  - 09071 Dillingen a.d.Donau
  - 09072 Lauingen (Donau)
  - 09073 Gundelfingen a.d.Donau
  - 09074 Höchstädt a.d.Donau
  - 09075 Glött
  - 09076 Wittislingen
  - 09077 Bachhagel
  - 09078 Mertingen
- 0908
  - 09080 Harburg
  - 09081 Nördlingen
  - 09082 Oettingen i.Bay.
  - 09083 Möttingen
  - 09084 Bissingen
  - 09085 Alerheim
  - 09086 Fremdingen
  - 09087 Marktoffingen
  - 09088 Mönchsdeggingen
  - 09089 Bissingen: Ortsteil Unterringingen
- 0909
  - 09090 Rain
  - 09091 Monheim
  - 09092 Wemding
  - 09093 Polsingen
  - 09094 Tagmersheim
  - 09097 Marxheim
  - 09099 Kaisheim

## 091 – Nürnberg und Umgebung
- 0910
  - 09101 Langenzenn; Veitsbronn: Ortsteil Raindorf
  - 09102 Wilhermsdorf
  - 09103 Cadolzburg
  - 09104 Emskirchen
  - 09105 Großhabersdorf
  - 09106 Markt Erlbach
  - 09107 Trautskirchen
- 0911  Nürnberg; Erlangen: Stadtteil Hüttendorf; Fürth; Oberasbach; Obermichelbach; Röthenbach a.d.Pegnitz; Rückersdorf: Ortsteil Rückersdorf; Schwabach: Stadtteile Dietersdorf und Wolkersdorf; Schwaig b.Nürnberg; Stein; Veitsbronn; Zirndorf
- 0912
  - 09120 Leinburg
  - 09122 Schwabach
  - 09123 Lauf an der Pegnitz; Rückersdorf: Ortsteile Ludwigshöhe und Strengenberg
  - 09126 Eckental
  - 09127 Roßtal; Stein: Ortsteil Oberbüchlein; Zirndorf: Ortsteile Weinzierlein und Wintersdorf
  - 09128 Feucht; Nürnberg: Exklave Birnthon
  - 09129 Wendelstein
- 0913
  - 09131 Erlangen
  - 09132 Herzogenaurach
  - 09133 Baiersdorf
  - 09134 Neunkirchen a.Brand
  - 09135 Heßdorf
- 0914
  - 09141 Weißenburg i.Bay.
  - 09142 Treuchtlingen
  - 09143 Pappenheim
  - 09144 Pleinfeld
  - 09145 Solnhofen
  - 09146 Markt Berolzheim
  - 09147 Nennslingen
  - 09148 Ettenstatt
  - 09149 Weißenburg i.Bay., Stadtteil Suffersheim
- 0915
  - 09151 Hersbruck
  - 09152 Hartenstein
  - 09153 Schnaittach
  - 09154 Pommelsbrunn
  - 09155 Simmelsdorf
  - 09156 Neuhaus a.d.Pegnitz
  - 09157 Alfeld
  - 09158 Offenhausen
- 0916
  - 09161 Neustadt a.d.Aisch
  - 09162 Scheinfeld
  - 09163 Dachsbach
  - 09164 Langenfeld
  - 09165 Sugenheim
  - 09166 Münchsteinach
  - 09167 Oberscheinfeld
- 0917
  - 09170 Schwanstetten
  - 09171 Roth
  - 09172 Georgensgmünd
  - 09173 Thalmässing
  - 09174 Hilpoltstein
  - 09175 Spalt
  - 09176 Allersberg
  - 09177 Heideck
  - 09178 Abenberg
  - 09179 Freystadt
- 0918
  - 09180 Pyrbaum
  - 09181 Neumarkt i.d.OPf.; Berg b. Neumarkt i.d.OPf.: Ortsteil Richtheim
  - 09182 Velburg
  - 09183 Burgthann
  - 09184 Deining
  - 09185 Mühlhausen; Freystadt: Ortsteil Sondersfeld
  - 09186 Lauterhofen
  - 09187 Altdorf b.Nürnberg, Winkelhaid
  - 09188 Postbauer-Heng
  - 09189 Berg b.Neumarkt i.d.OPf.
- 0919
  - 09190 Heroldsbach
  - 09191 Forchheim
  - 09192 Gräfenberg, Hiltpoltstein, Weißenohe
  - 09193 Höchstadt a.d.Aisch
  - 09194 Ebermannstadt
  - 09195 Adelsdorf
  - 09196 Wiesenttal
  - 09197 Egloffstein
  - 09198 Heiligenstadt i.OFr.
  - 09199 Kunreuth

## 092 – Bayreuth und Umgebung
- 0920
  - 09201 Gesees
  - 09202 Waischenfeld
  - 09203 Neudrossenfeld
  - 09204 Plankenfels
  - 09205 Vorbach
  - 09206 Mistelgau: Ortsteil Obernsees
  - 09207 Königsfeld
  - 09208 Bindlach
  - 09209 Creußen; Weidenberg
- 0921  Bayreuth; Eckersdorf
- 0922
  - 09220 Kasendorf: Ortsteil Azendorf
  - 09221 Kulmbach
  - 09222 Presseck
  - 09223 Rugendorf
  - 09225 Stadtsteinach
  - 09227 Neuenmarkt
  - 09228 Kasendorf; Thurnau
  - 09229 Mainleus
- 0923
  - 09231 Marktredwitz
  - 09232 Wunsiedel
  - 09233 Arzberg
  - 09234 Neusorg
  - 09235 Thierstein
  - 09236 Nagel
  - 09238 Röslau
- 0924
  - 09241 Pegnitz
  - 09242 Gößweinstein
  - 09243 Pottenstein
  - 09244 Betzenstein; Plech
  - 09245 Obertrubach
  - 09246 Pegnitz: Stadtteil Trockau
- 0925
  - 09251 Münchberg; Sparneck; Weißdorf
  - 09252 Helmbrechts
  - 09253 Bad Weißenstadt
  - 09254 Gefrees
  - 09255 Marktleugast
  - 09256 Stammbach
  - 09257 Zell im Fichtelgebirge
- 0926
  - 09260 Wilhelmsthal
  - 09261 Kronach
  - 09262 Wallenfels
  - 09263 Ludwigsstadt
  - 09264 Küps
  - 09265 Pressig
  - 09266 Mitwitz
  - 09267 Nordhalben
  - 09268 Teuschnitz
  - 09269 Tettau
- 0927
  - 09270 Creußen
  - 09271 Thurnau: Ortsteil Alladorf
  - 09272 Fichtelberg
  - 09273 Bad Berneck i.Fichtelgebirge
  - 09274 Hollfeld
  - 09275 Speichersdorf
  - 09276 Bischofsgrün
  - 09277 Warmensteinach
  - 09278 Weidenberg
  - 09279 Mistelgau
- 0928
  - 09280 Selbitz
  - 09281 Hof
  - 09282 Naila
  - 09283 Rehau
  - 09284 Schwarzenbach a.d.Saale
  - 09285 Kirchenlamitz
  - 09286 Oberkotzau
  - 09287 Selb
  - 09288 Bad Steben
  - 09289 Schwarzenbach a.Wald
- 0929
  - 09292 Konradsreuth
  - 09293 Berg
  - 09294 Regnitzlosau
  - 09295 Töpen

## 093 – Würzburg und Umgebung
- 0930
  - 09302 Rottendorf
  - 09303 Eibelstadt
  - 09305 Estenfeld
  - 09306 Eisingen; Kist; Waldbrunn
  - 09307 Altertheim
- 0931 Würzburg; Gerbrunn; Höchberg; Margetshöchheim; Randersacker; Reichenberg; Veitshöchheim; Waldbüttelbrunn; Zell am Main
- 0932
  - 09321 Kitzingen
  - 09323 Iphofen
  - 09324 Dettelbach
  - 09325 Kleinlangheim
  - 09326 Markt Einersheim
- 0933
  - 09331 Ochsenfurt
  - 09332 Marktbreit
  - 09333 Reichenberg: Ortsteil Fuchsstadt; Sommerhausen; Winterhausen
  - 09334 Giebelstadt
  - 09335 Aub, Creglingen: Ortsteil Waldmannshofen
  - 09336 Bütthard
  - 09337 Gaukönigshofen
  - 09338 Riedenheim; Röttingen, Tauberrettersheim
  - 09339 Ippesheim
- 0934
  - 09340 Ahorn: Ortsteil Buch am Ahorn; Königheim: Ortsteil Brehmen
  - 09341 Tauberbischofsheim, Königheim; Werbach
  - 09342 Hasloch; Kreuzwertheim; Wertheim
  - 09343 Lauda-Königshofen
  - 09344 Großrinderfeld: Ortsteile Gerchsheim, Ilmspan und Schönfeld
  - 09345 Külsheim
  - 09346 Grünsfeld; Lauda-Königshofen: Ortsteil Messelhausen
  - 09347 Wittighausen
  - 09348 Werbach: Ortsteile Gamburg und Niklashausen
  - 09349 Großrinderfeld: Ortsteil Großrinderfeld; Werbach: Ortsteile Brunntal, Wenkheim und Werbachhausen
- 0935
  - 09350 Eußenheim
  - 09351 Gemünden a.Main
  - 09352 Lohr a.Main
  - 09353 Karlstadt
  - 09354 Rieneck
  - 09355 Frammersbach
  - 09356 Burgsinn
  - 09357 Gräfendorf
  - 09358 Gössenheim
  - 09359 Karlstadt: Ortsteil Wiesenfeld
- 0936
  - 09360 Thüngen
  - 09363 Arnstein
  - 09364 Erlabrunn; Leinach; Zellingen
  - 09365 Rimpar
  - 09366 Geroldshausen
  - 09367 Unterpleichfeld
  - 09369 Uettingen
- 0937
  - 09371 Miltenberg
  - 09372 Erlenbach a.Main; Klingenberg a.Main; Lützelbach: Ortsteil Seckmauern
  - 09373 Amorbach; Kirchzell; Schneeberg; Weilbach
  - 09374 Elsenfeld: Ortsteil Eichelsbach; Eschau
  - 09375 Freudenberg
  - 09376 Collenberg
  - 09377 Freudenberg: Ortsteil Boxtal
  - 09378 Eichenbühl: Ortsteil Riedern
- 0938
  - 09381 Volkach
  - 09382 Gerolzhofen
  - 09383 Wiesentheid
  - 09384 Schwanfeld
  - 09385 Kolitzheim
  - 09386 Prosselsheim
- 0939
  - 09391 Marktheidenfeld
  - 09392 Faulbach
  - 09393 Rothenfels
  - 09394 Esselbach
  - 09395 Triefenstein
  - 09396 Karlstadt: Ortsteil Stadelhofen; Steinfeld: Ortsteil Waldzell; Urspringen, Roden
  - 09397 Wertheim: Ortschaften Dertingen, Dietenhan und Kembach; Helmstadt: Ortsteil Holzkirchhausen
  - 09398 Birkenfeld

## 094 – Regensburg und Umgebung
- 0940
  - 09401 Neutraubling
  - 09402 Regenstauf
  - 09403 Donaustauf
  - 09404 Nittendorf; Pettendorf: Ortsteile Adlersberg, Eibrunn und Reifenthal; Sinzing: Ortsteile Alling, Bruckdorf, Dürnstetten, Eilsbrunn, Reichenstetten, Saxberg und Viehhausen
  - 09405 Bad Abbach
  - 09406 Mintraching
  - 09407 Wenzenbach
  - 09408 Altenthann
  - 09409 Pettendorf: Ortsteile Neudorf, Pettendorf und Schwetzendorf; Pielenhofen
- 0941  Regensburg; Lappersdorf; Pettendorf: Ortsteile Kneiting und Mariaort; Sinzing: Ortsteile Kleinprüfening, Mariaort und Sinzing
- 0942
  - 09420 Feldkirchen
  - 09421 Straubing
  - 09422 Bogen
  - 09423 Geiselhöring
  - 09424 Straßkirchen
  - 09426 Oberschneiding
  - 09427 Leiblfing
  - 09428 Kirchroth
  - 09429 Rain
- 0943
  - 09431 Schwandorf
  - 09433 Nabburg
  - 09434 Bodenwöhr
  - 09435 Schwarzenfeld
  - 09436 Nittenau
  - 09438 Fensterbach
  - 09439 Neunburg vorm Wald: Ortsteil Kemnath bei Fuhrn
- 0944
  - 09441 Kelheim
  - 09442 Altmannstein: Ortsteil Hexenagger; Riedenburg
  - 09443 Abensberg
  - 09444 Siegenburg
  - 09445 Neustadt a.d.Donau
  - 09446 Altmannstein
  - 09447 Essing
  - 09448 Hausen
- 0945
  - 09451 Schierling
  - 09452 Langquaid
  - 09453 Thalmassing
  - 09454 Aufhausen
- 0946
  - 09461 Roding
  - 09462 Falkenstein
  - 09463 Wald
  - 09464 Reichenbach; Walderbach
  - 09465 Neukirchen-Balbini
  - 09466 Stamsried
  - 09467 Michelsneukirchen
  - 09468 Zell
  - 09469 Roding: Ortsteil Neubäu am See
- 0947
  - 09471 Burglengenfeld
  - 09472 Hohenfels
  - 09473 Kallmünz
  - 09474 Schmidmühlen
- 0948
  - 09480 Sünching
  - 09481 Pfatter
  - 09482 Wörth a.d.Donau
  - 09484 Brennberg
- 0949
  - 09491 Hemau
  - 09492 Parsberg; Lupburg
  - 09493 Beratzhausen
  - 09495 Breitenbrunn
  - 09497 Seubersdorf i.d.OPf.
  - 09498 Laaber
  - 09499 Painten

## 095 – Bamberg und Umgebung
- 0950
  - 09502 Frensdorf
  - 09503 Oberhaid
  - 09504 Stadelhofen
  - 09505 Litzendorf
- 0951  Bamberg; Bischberg; Hallstadt; Memmelsdorf; Stegaurach
- 0952
  - 09521 Haßfurt
  - 09522 Ebelsbach: Eltmann; Stettfeld
  - 09523 Hofheim i.UFr.
  - 09524 Sand a.Main; Zeil a.Main
  - 09525 Königsberg i.Bay.
  - 09526 Riedbach
  - 09527 Knetzgau
  - 09528 Donnersdorf
  - 09529 Oberaurach
- 0953
  - 09531 Ebern
  - 09532 Ermershausen; Maroldsweisach
  - 09533 Untermerzbach
  - 09534 Burgpreppach
  - 09535 Pfarrweisach
  - 09536 Kirchlauter
- 0954
  - 09542 Scheßlitz
  - 09543 Hirschaid
  - 09544 Baunach
  - 09545 Buttenheim
  - 09546 Burgebrach
  - 09547 Zapfendorf
  - 09548 Mühlhausen
  - 09549 Lisberg
- 0955
  - 09551 Burgwindheim
  - 09552 Burghaslach; Schlüsselfeld
  - 09553 Ebrach
  - 09554 Rauhenebrach: Ortsteil Untersteinbach
  - 09555 Schlüsselfeld: Stadtteil Aschbach
  - 09556 Geiselwind
- 0956
  - 09560 Grub a.Forst
  - 09561 Coburg
  - 09562 Ebersdorf b.Coburg; Sonnefeld; Weidhausen b.Coburg
  - 09563 Rödental
  - 09564 Bad Rodach
  - 09565 Großheirath; Untersiemau
  - 09566 Meeder
  - 09567 Seßlach: Ortsteil Gemünda i.OFr.
  - 09568 Neustadt b.Coburg
  - 09569 Seßlach
- 0957
  - 09571 Lichtenfels
  - 09572 Burgkunstadt
  - 09573 Bad Staffelstein
  - 09574 Marktzeuln
  - 09575 Weismain
  - 09576 Lichtenfels: Stadtteil Isling

## 096 – Weiden in der Oberpfalz und Umgebung
- 0960
  - 09602 Neustadt a.d.Waldnaab
  - 09603 Floß
  - 09604 Wernberg-Köblitz
  - 09605 Weiherhammer
  - 09606 Pfreimd
  - 09607 Luhe-Wildenau
  - 09608 Kohlberg
- 0961  Weiden in der Oberpfalz; Etzenricht; Pirk; Schirmitz
- 0962
  - 09621 Amberg
  - 09622 Hirschau
  - 09624 Ensdorf
  - 09625 Kastl
  - 09626 Hohenburg
  - 09627 Freudenberg
  - 09628 Ursensollen
- 0963
  - 09631 Tirschenreuth
  - 09632 Waldsassen
  - 09633 Mitterteich
  - 09634 Wiesau
  - 09635 Bärnau
  - 09636 Plößberg
  - 09637 Falkenberg
  - 09638 Bad Neualbenreuth
  - 09639 Mähring
- 0964
  - 09641 Grafenwöhr
  - 09642 Kemnath
  - 09643 Auerbach i.d.OPf.
  - 09644 Pressath
  - 09645 Eschenbach i.d.OPf.
  - 09646 Freihung
  - 09647 Kirchenthumbach
  - 09648 Neustadt am Kulm
- 0965
  - 09651 Vohenstrauß
  - 09652 Waidhaus
  - 09653 Eslarn
  - 09654 Pleystein
  - 09655 Tännesberg
  - 09656 Moosbach
  - 09657 Waldthurn
  - 09658 Georgenberg
  - 09659 Leuchtenberg
- 0966
  - 09661 Sulzbach-Rosenberg
  - 09662 Vilseck
  - 09663 Neukirchen b.Sulzbach-Rosenberg
  - 09664 Hahnbach
  - 09665 Königstein
  - 09666 Illschwang
- 0967
  - 09671 Oberviechtach
  - 09672 Neunburg vorm Wald
  - 09673 Tiefenbach
  - 09674 Schönsee
  - 09675 Altendorf
  - 09676 Winklarn
  - 09677 Oberviechtach: Ortsteil Pullenried
- 0968
  - 09681 Windischeschenbach
  - 09682 Erbendorf
  - 09683 Friedenfels

## 097 – Schweinfurt und Umgebung
- 0970
  - 09701 Sandberg
  - 09704 Euerdorf
  - 09708 Bad Bocklet
- 0971  Bad Kissingen; Nüdlingen
- 0972
  - 09720 Üchtelhausen
  - 09721 Schweinfurt
  - 09722 Werneck
  - 09723 Röthlein
  - 09724 Stadtlauringen
  - 09725 Poppenhausen
  - 09726 Euerbach; Schonungen: Ortsteil Reichmannshausen; Wasserlosen: Ortsteile Brebersdorf, Greßthal, Kaisten, Rütschenhausen und Wasserlosen
  - 09727 Schonungen: Ortsteile Abersfeld, Forst, Hausen, Löffelsterz, Marktsteinach, Schonungen und Waldsachsen
  - 09728 Wasserlosen: Ortsteile Burghausen, Schwemmelsbach und Wülfershausen
  - 09729 Grettstadt
- 0973
  - 09732 Hammelburg
  - 09733 Münnerstadt
  - 09734 Burkardroth
  - 09735 Maßbach
  - 09736 Oberthulba
  - 09737 Wartmannsroth
  - 09738 Oerlenbach: Ortsteil Rottershausen
- 0974
  - 09741 Bad Brückenau; Sinntal: Ortsteil Züntersbach
  - 09742 Kalbach: Ortsteile Eichenried, Heubach, Oberkalbach, Uttrichshausen und Veitsteinbach
  - 09744 Zeitlofs: Ortsteil Detter
  - 09745 Wildflecken
  - 09746 Zeitlofs
  - 09747 Geroda
  - 09748 Motten
  - 09749 Wildflecken: Ortsteil Oberbach
- 0976
  - 09761 Bad Königshofen i.Grabfeld
  - 09762 Saal a.d.Saale
  - 09763 Sulzdorf a.d.Lederhecke
  - 09764 Höchheim
  - 09765 Trappstadt
  - 09766 Münnerstadt: Stadtteil Großwenkheim
- 0977
  - 09771 Bad Neustadt a.d.Saale
  - 09772 Bischofsheim a.d.Rhön
  - 09773 Unsleben
  - 09774 Oberelsbach
  - 09775 Schönau a.d.Brend
  - 09776 Mellrichstadt
  - 09777 Ostheim v.d.Rhön
  - 09778 Fladungen
  - 09779 Nordheim v.d.Rhön

## 098 – Ansbach und Umgebung
- 0980
  - 09802 Ansbach: Stadtteil Katterbach
  - 09803 Colmberg
  - 09804 Aurach
  - 09805 Burgoberbach
- 0981  Ansbach
- 0982
  - 09820 Lehrberg
  - 09822 Bechhofen
  - 09823 Leutershausen
  - 09824 Dietenhofen
  - 09825 Herrieden
  - 09826 Weidenbach
  - 09827 Lichtenau
  - 09828 Rügland
  - 09829 Flachslanden
- 0983
  - 09831 Gunzenhausen
  - 09832 Wassertrüdingen
  - 09833 Heidenheim
  - 09834 Theilenhofen
  - 09836 Gunzenhausen: Ortsteil Cronheim
  - 09837 Haundorf
- 0984
  - 09841 Bad Windsheim
  - 09842 Uffenheim
  - 09843 Burgbernheim
  - 09844 Obernzenn
  - 09845 Oberdachstetten
  - 09846 Ipsheim
  - 09847 Ergersheim
  - 09848 Simmershofen
- 0985
  - 09851 Dinkelsbühl
  - 09852 Feuchtwangen
  - 09853 Wilburgstetten
  - 09854 Wittelshofen
  - 09855 Dentlein am Forst
  - 09856 Dürrwangen
  - 09857 Schopfloch
- 0986
  - 09861 Rothenburg ob der Tauber
  - 09865 Adelshofen; Creglingen: Weiler Burgstall
  - 09867 Geslau
  - 09868 Schillingsfürst
  - 09869 Wettringen
- 0987
  - 09871 Windsbach
  - 09872 Heilsbronn
  - 09873 Abenberg: Ortsteil Wassermungenau
  - 09874 Neuendettelsau
  - 09875 Wolframs-Eschenbach
  - 09876 Rohr

## 099 – Deggendorf und Umgebung
- 0990
  - 09901 Hengersberg
  - 09903 Schöllnach
  - 09904 Lalling
  - 09905 Bernried
  - 09906 Mariaposching
  - 09907 Zenting
  - 09908 Schöfweg
- 0991  Deggendorf
- 0992
  - 09920 Bischofsmais
  - 09921 Regen
  - 09922 Zwiesel
  - 09923 Teisnach
  - 09924 Bodenmais
  - 09925 Bayerisch Eisenstein
  - 09926 Frauenau
  - 09927 Kirchberg i.Wald
  - 09928 Kirchdorf i.Wald
  - 09929 Ruhmannsfelden
- 0993
  - 09931 Plattling
  - 09932 Osterhofen
  - 09933 Wallersdorf
  - 09935 Stephansposching
  - 09936 Osterhofen: Ortsteile Eschlbach, Glucking, Harbach und Winklarn
  - 09937 Oberpöring
  - 09938 Moos; Osterhofen: Ortsteile Kuglstadt und Thundorf
- 0994
  - 09941 Bad Kötzting
  - 09942 Viechtach
  - 09943 Lam
  - 09944 Miltach
  - 09945 Arnbruck
  - 09946 Hohenwarth
  - 09947 Neukirchen b.Hl.Blut
  - 09948 Eschlkam
- 0995
  - 09951 Landau a.d.Isar
  - 09952 Eichendorf
  - 09953 Pilsting
  - 09954 Simbach
  - 09955 Mamming
  - 09956 Eichendorf; Simbach: Ortsteil Haunersdorf
- 0996
  - 09961 Mitterfels
  - 09962 Schwarzach
  - 09963 Konzell
  - 09964 Stallwang
  - 09965 Sankt Englmar
  - 09966 Wiesenfelden
- 0997
  - 09971 Cham
  - 09972 Waldmünchen
  - 09973 Furth i.Wald
  - 09974 Traitsching
  - 09975 Waldmünchen: Ortsteil Geigant
  - 09976 Rötz
  - 09977 Arnschwang
  - 09978 Schönthal